# Phase 3
Phase 3 ist eine Fernseh-Sendereihe von ARD alpha, die regelmäßig im Nachtprogramm wiederholt wurde. Sie besteht aus Sendungen zu mehreren Themenschwerpunkten:
- video.kunst.zeit mit audiovisuellen Produktionen,
- retro.Talk mit Gesprächen aus den öffentlich-rechtlichen Archiven sowie
- Feuerabend, bei dem zu einem Video eines Kaminfeuers literarische Werke erzählt werden.

Phase 3 ist wie die Space Night daraufhin konzipiert, dass einzelne Sendungen regelmäßig wiederholt werden. Der Bestand der Phase-3-Folgen wird seit 2010 kontinuierlich ausgebaut.
Derzeit (Stand April 2017) wird nur der Feuerabend ausgestrahlt, und zwar in der Nacht von Montag auf Dienstag und den beiden folgenden Nächten, jeweils um 0 Uhr vor The Joy of Painting. 2018 wurde die Fernsehausstrahlung von Phase 3 eingestellt und zum letzten Mal in der Nacht vom 28. Februar auf den 1. März 2018 ausgestrahlt.

## Themensendereihen

### video.kunst.zeit
Phase 3 | video.kunst.zeit wurde in der Nacht von Freitag auf Samstag ab 0:30 Uhr gesendet, meist mehrere Folgen hintereinander. Es entstand als erste Rubrik von Phase 3 in der Tradition der Space Night und wurde 2010 erstmals ausgestrahlt. Die Sendereihe ist eine Plattform für die aktuelle, internationale, vor allem europäische audiovisuelle Szene. Gezeigt werden Arbeiten aus dem Schnittbereich von Videokunst, Design, Visual Music und Experimentalfilm. Wie die Auswahl an beteiligten Künstlern zeigt, wird dabei die Grenze zwischen Hochkultur und Popkultur ignoriert.
Die Liste der Beteiligten umfasst Künstler aus verschiedenen Kunstbereichen:
- Designer und Videokünstler wie etwa die Pfadfinderei, Pleix, Rechenzentrum, Lynn Fox, Quayola, Telematique, Transforma, visomat inc oder Kristofer Ström
- Regisseure wie Patrick Daughters, David O’Reilly, Wade Shotter, Kosai Sekine, Uwe Flade, Oliver Hussain oder Luis Briceno (Metronomic)
- Medienkünstler aus dem Umfeld von Kunstinstitutionen wie der Ars Electronica Linz oder dem Zentrum für Kunst und Medientechnologie Karlsruhe, zum Beispiel Ulf Langheinrich (Granular Synthesis), Golan Levin, Zachary Lieberman, Max Hattler, Robert Seidel, Bret Battey, Lillevan, Karo Goldt, 1n0ut, Ludger Brümmer oder Robert Darroll
- Die für die Arbeiten verwendete Musik stammt durchgehend von Musikern aus dem Independent-Bereich, vor allem aus dem Bereich der elektronischen Musik wie etwa:
Modeselektor, Trentemøller, Dominik Eulberg, Aphex Twin, Richie Hawtin, Ellen Allien, Apparat, WhoMadeWho, The Notwist, Munk, Wild Beasts, Manhead, We Have Band, Egoexpress, Jan Jelinek, Schlammpeitziger, ISAN, Monolake, Funkstörung, Schneider TM, Douglas Greed, Felix Kubin, Minilogue, Captain Comatose, Max Cooper, Riley Reinhold, Marbert Rocel, Sensorama, Menomena, Acid Pauli, Kid 606, The Phenomenal Handclap Band, Luke Abbott, Popnoname, Hakan Lidbo, Lambchop, Brandt Brauer Frick oder Luke Vibert.

### retro.Talk
Der Phase 3 | retro.Talk zeigt Gespräche der letzten 50 Jahre aus den Archiven der öffentlich-rechtlichen Sender. Die Sendung dauert eine Stunde, in der zwei historische Interviews gezeigt werden. Zu sehen waren bisher unter anderem Interviews mit Konrad Lorenz, Bernhard Grzimek und Joseph Beuys. Medienpartner des Retro-Talk sind WDR, rbb, hr, BR Greenwood Productions, SWR und ARD Programmtausch. Quellen für die Sendereihe sind die Sendungen:
- Das Profil (1962–1969), produziert vom SFB (dem heutigen rbb) die vom Theaterkritiker Friedrich Luft moderierte Gesprächssendereihe, die in unregelmäßigen Abständen in der ARD gesendet wurde.
- Wortwechsel, eine wöchentlich produzierte und im SWR gesendete Gesprächsreihe (1982–2008) mit unterschiedlichen Moderatoren
- Je später der Abend (1973–1978) eine monatliche Talkshow des WDR
- Philosophie heute (1988–1997), eine monatliche Sendereihe des WDR. Gäste waren hier unter anderem die Philosophen Jürgen Habermas, Karl Popper oder Richard Rorty und Intellektuelle wie Niklas Luhmann oder Susan Sontag.
- Heut‘ Abend (1980–1991), eine wöchentliche, vom BR produzierte Talkreihe.

### Feuerabend
Beim Phase 3 | Feuerabend wird die Tonspur unterschiedlicher Sendungen zweitverwertet, indem damit Videos eines Lagerfeuers unterlegt werden. Diese sind so geschnitten, dass das Feuer in der halben Stunde Sendungsdauer herunterzubrennen scheint, was bei einem Feuer der gezeigten Größe länger dauert.
Beim Ausgangsmaterial, von dem die Tonspuren stammt, handelt es sich um die Sendungen:
- Mythen – Michael Köhlmeier erzählt Sagen des klassischen Altertums – (meist griechische; Episodenlänge: 15 Minuten),
- Denker des Abendlandes – Harald Lesch und Wilhelm Vossenkuhl stellen im Gespräch philosophische Lehren und Denkweisen unterschiedlicher Epochen von der Antike bis zur Neuzeit vor (Episodenlänge: 30 Minuten),
- Klassiker der Weltliteratur – Tilman Spengler stellt berühmte Autoren der Weltliteratur und deren Romane vor (Episodenlänge: 15 Minuten).

Alle diese Sendungen haben in der Ursprungsversion als gemeinsames Merkmal, dass durchgehend die sprechenden Personen vor einer Kulisse gezeigt werden, so dass das Bildmaterial zum Verständnis des Gesagten nicht erforderlich ist. Zudem sind sie lediglich eine Viertelstunde lang (Köhlmeier, Spengler), so dass während der Feuerabend-Sendung der Ton von zwei Episoden zu hören ist. Diese sind so aneinander montiert, dass sie wie eine Sendung wirken – so fehlen Vorspann und Abspann der ursprünglichen Sendungen.